# Puyravault (Vendeia)
Puyravault é uma comuna francesa na região administrativa da Pays de la Loire, no departamento de Vendéia. Estende-se por uma área de 17,07 km². Em 2010 a comuna tinha 669 habitantes (densidade: 39,2 hab./km²).